# 大眼磨塘鱧
大眼磨塘鱧，为輻鰭魚綱鱸形目虾虎鱼亚目鰕虎鱼科的其中一種。分布於印度西太平洋區，包括東非、馬爾地夫、台灣、日本、菲律賓、印尼、可可群島、澳洲、帛琉、斐濟、東加等海域，生活在亞熱帶海域的礁石區，體長可達2.5公分。